# Duvel

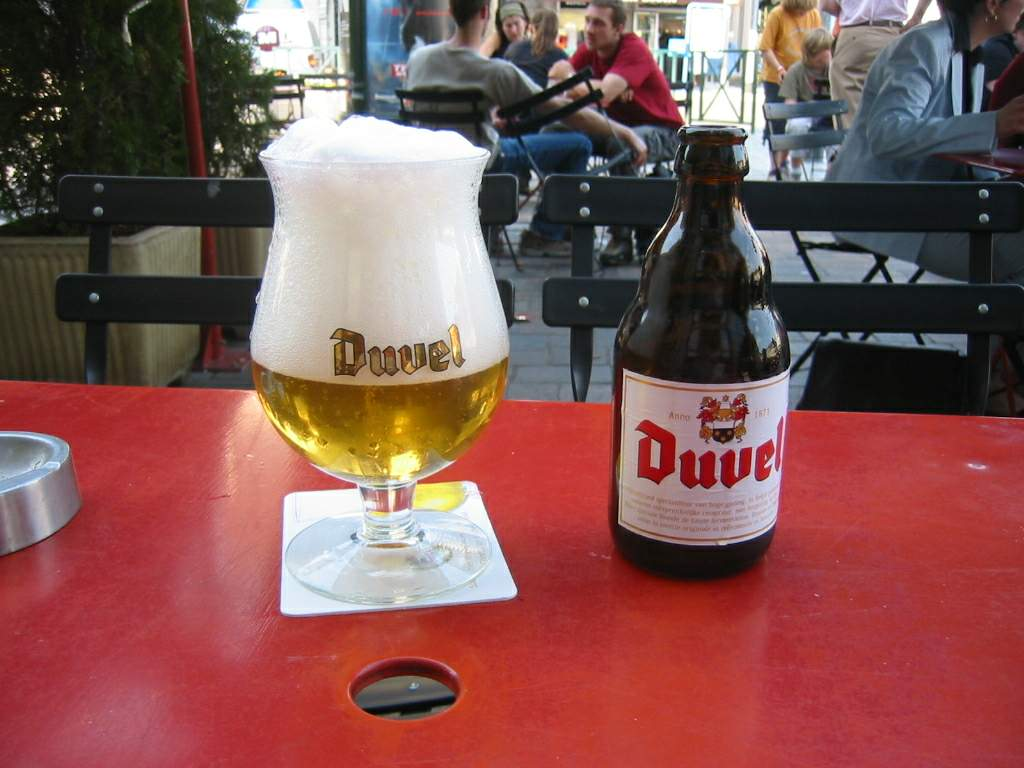
Bière traditionnelle Duvel

La Duvel (prononcé [ˈdy.vəl]) est une bière blonde de fermentation haute brassée par la brasserie Duvel en Belgique. Elle représente 85 % de la production de la brasserie, qui produit également les Maredsous et la Vedett. C'est une bière de type triple, dont le titre alcoolique est de 8,5 % en volume. L'étiquette recommande de la servir à une température comprise entre 6 et 10 °C, même si les amateurs de bières de fermentation haute boivent plutôt celles-ci à température de cave, entre 12 et 14 °C. Elle produit un col de mousse particulièrement riche, et la brasserie a confectionné un verre spécial pour mettre en valeur ce dernier.

## Historique
- Vers 1918, Albert Moortgat décida de fabriquer une bière du nom de Victory Ale (bière anglaise de la Victoire) à la fin de la Première Guerre mondiale.
- En 1923, un de ses amis flamands qualifie un jour la Victory Ale de nen echten duvel (un "vrai diable" en dialecte brabançon) et la bière est du coup rebaptisée Duvel, ce qui inspira de nombreux clients et concurrents, dont les bières belges Judas, Satan, Lucifer, et les bières françaises Belzébuth, et Bière du Démon.
- 1963 la bière Duvel est fabriquée et commercialisée par la brasserie Moortgat, à Breendonk, en Belgique à 10 km au nord de Bruxelles.

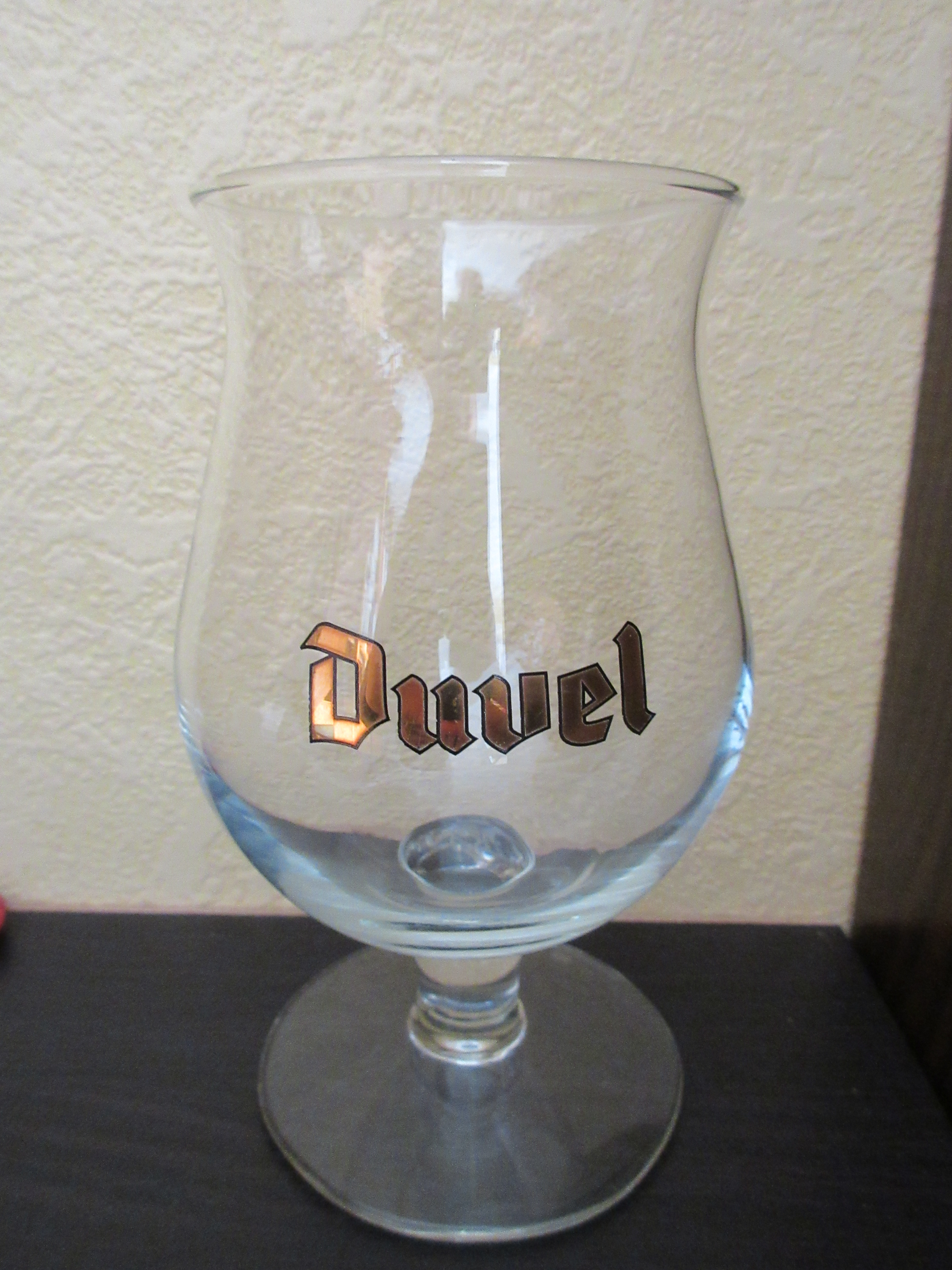
Verre de Duvel

- 2007 Duvel brasse pour la première fois de son histoire une variante de sa bière, la Duvel Triple Houblon (Triple Hop). Cette bière est produite en nombre limité : une seule cuve de 165 hl, soit 22 000 bouteilles de 75 cl. À la suite du succès de cette variante l'expérience est reconduite et le volume produit augmenté. Elle existe en deux versions : Citra ou Cashmere[1]
- Une version plus faible en alcool, la 6,66 est brassée depuis 2021[1]

## Gammes[2]
- Duvel (blonde de spécialité belge, refermentée en bouteille - 8,5°) (Conditionnement : 25 cl,  33 cl & 75 cl)
- Duvel 666 (blonde - 6,6°)  (Conditionnement : 25 cl,  33 cl & 75 cl)
- Duvel Tripel Hop Citra (IPA Belge blonde - 9,5°)  (Conditionnement : 33 cl & 75 cl)
- Duvel Tripel Hop Cashmere (IPA Belge blonde - 9,5°)  (Conditionnement : 33 cl & 75 cl)